# Troma's Edge TV
Troma's Edge TV è una serie televisiva, composta da trenta episodi, creata da Lloyd Kaufman nel 2000 e prodotta dalla Troma per il canale televisivo britannico Channel 4.

## Trama
I trenta episodi della serie vertono sulla commedia, riproponendo alcuni storici personaggi della Troma, come il Sergente Kabukiman, protagonista del film Sgt. Kabukiman N.Y.P.D..
Inoltre la serie presenta la versione Troma della morte di Lady Diana e una lezione su come abbordare una prostituta. Quest'ultimo episodio fu censurato nel Regno Unito.
Altri episodi della serie mostrano in maniera politicamente scorretta e demenziale episodi di cannibalismo tra cani, una mucca che si masturba e sequenze lesbo, decapitazioni e personaggi demenziali quali "il Cowboy Nudo", il "Gatto Scopatore" e il "Tony Danza Urlante".